# Cantrall
Cantrall és una població dels Estats Units a l'estat d'Illinois. Segons el cens del 2000 tenia 139 habitants.

## Demografia
Segons el cens del 2000, Cantrall tenia 139 habitants, 53 habitatges, i 40 famílies. La densitat de població era de 214,7 habitants/km².
Dels 53 habitatges en un 43,4% hi vivien nens de menys de 18 anys, en un 66% hi vivien parelles casades, en un 3,8% dones solteres, i en un 24,5% no eren unitats familiars. En el 22,6% dels habitatges hi vivien persones soles l'11,3% de les quals corresponia a persones de 65 anys o més que vivien soles. El nombre mitjà de persones vivint en cada habitatge era de 2,62 i el nombre mitjà de persones que vivien en cada família era de 3,08.
Per edats la població es repartia de la següent manera: un 25,2% tenia menys de 18 anys, un 5,8% entre 18 i 24, un 30,9% entre 25 i 44, un 20,1% de 45 a 60 i un 18% 65 anys o més.
L'edat mediana era de 40 anys. Per cada 100 dones de 18 o més anys hi havia 100 homes.
La renda mediana per habitatge era de 45.000 $ i la renda mediana per família de 45.417 $. Els homes tenien una renda mediana de 49.375 $ mentre que les dones 21.719 $. La renda per capita de la població era de 21.610 $. Cap de les famílies i l'1,4% de la població estaven per davall del llindar de pobresa.

## Poblacions més properes
El següent diagrama mostra les poblacions més properes.